# 四川省成都市第八中学校
30°41′02″N 104°04′40″E / 30.68377°N 104.07768°E
四川省成都市第八中学校（简称成都八中），创建于1942年，是成都市26所省级示范性普通高中之一、四川省省级重点中学，位于成都市一环路北三段72号。

## 历史
- 1942年创建，原名成都市市立中学。
- 1944年，学校分为市立男中和市立女中。
- 1952年，分别命名为成都八中、成都六中。
- 1982年，成都八中被省政府确定为首批省级重点中学。
- 2001年，经四川省教育厅和成都市政府、市教育局批准，成都八中与成都六中合并，保留“成都市第八中学”校名，仍为省级重点中学。
- 2002年，学校被四川省教育厅命名为四川省示范性高中。
- 2006年，通过国家级示范性高中初评验收。